# Cosmopterix lienigiella
Cosmopterix lienigiella — вид лускокрилих комах родини розкішних вузькокрилих молей (Cosmopterigidae).

## Поширення
Вид поширений в Європі та Північній Азії на схід до Японії включно. Присутній у фауні України.

## Опис
Розмах крил 10-13 мм. Голова жовтувато-коричнева, має білу центральну лінію і дві білі бічні лінії. Вусики сіро-коричневі і мають коротку, білу прикореневу лінію. Апікальна область більш-менш кільцева біла. Груди жовтувато-коричневі і мають білу середню лінію. Тегули жовтувато-коричневі і з внутрішньої сторони окреслені білим кольором. Передні крила жовтувато-коричневі і мають візерунок, що складається з п'яти білих ліній в базальній області. Задні крила жовтувато-сірі.

## Спосіб життя
Метелики літають з квітня по вересень. Личинки живляться листям очерету звичайного, утворючи міни. Заляльковування відбувається в коконі у верхній частині шахти.